# 룸쿠이아 (수궁류)
룸쿠이아(Lumkuia)는 키노돈트로 살았던 시기는 트라이아스기 중기이다. 현재 존재하는 종은 룸쿠이아 퍼지(Lumkuia fuzzi)이다. 룸쿠이아의 화석은 다른 키노돈트 보다 흔하지 않은 편이다.